# Crovul de la Larion
Crovul de la Larion este o arie protejată de interes național ce corespunde categoriei a IV-a IUCN (rezervație naturală de tip botanic), situată în județul Bistrița-Năsăud, pe teritoriul administrativ al comunei Lunca Ilvei.

## Localizare
Aria naturală se află în extremitatea central-estică a județului Bistrița-Năsăud (la limita teritorială cu  județul Suceava), în partea estică a satului Lunca Ilvei și este străbătută de drumul județean (DJ172D) care leagă localitatea Ilva Mare de Românești, Suceava

## Descriere
Rezervația naturală a fost declarată arie protejată prin Legea Nr. 5 din 6 martie 2000 publicată în Monitorul Oficial al României Nr. 152 din 12 aprilie 2000 (privind aprobarea planului de amenajare a teritoriului național - Secțiunea a III-a -  arii protejate) și se întinde pe o suprafață de 250 de hectare.
Aria naturală suprapusă sitului Natura 2000 - Larion, reprezintă o turbărie, pe a cărei arie este întâlnită o vegetație alcătuită din specii forestiere și plante (oligotrofe) specifice turbăriilor, adaptate la soluri sărace în nutrienți, dintre care și specia de plantă carnivoră, relictă glaciară, cunoscută sub denumirea de roua cerului (Drosera rotundifolia).

## Floră și faună

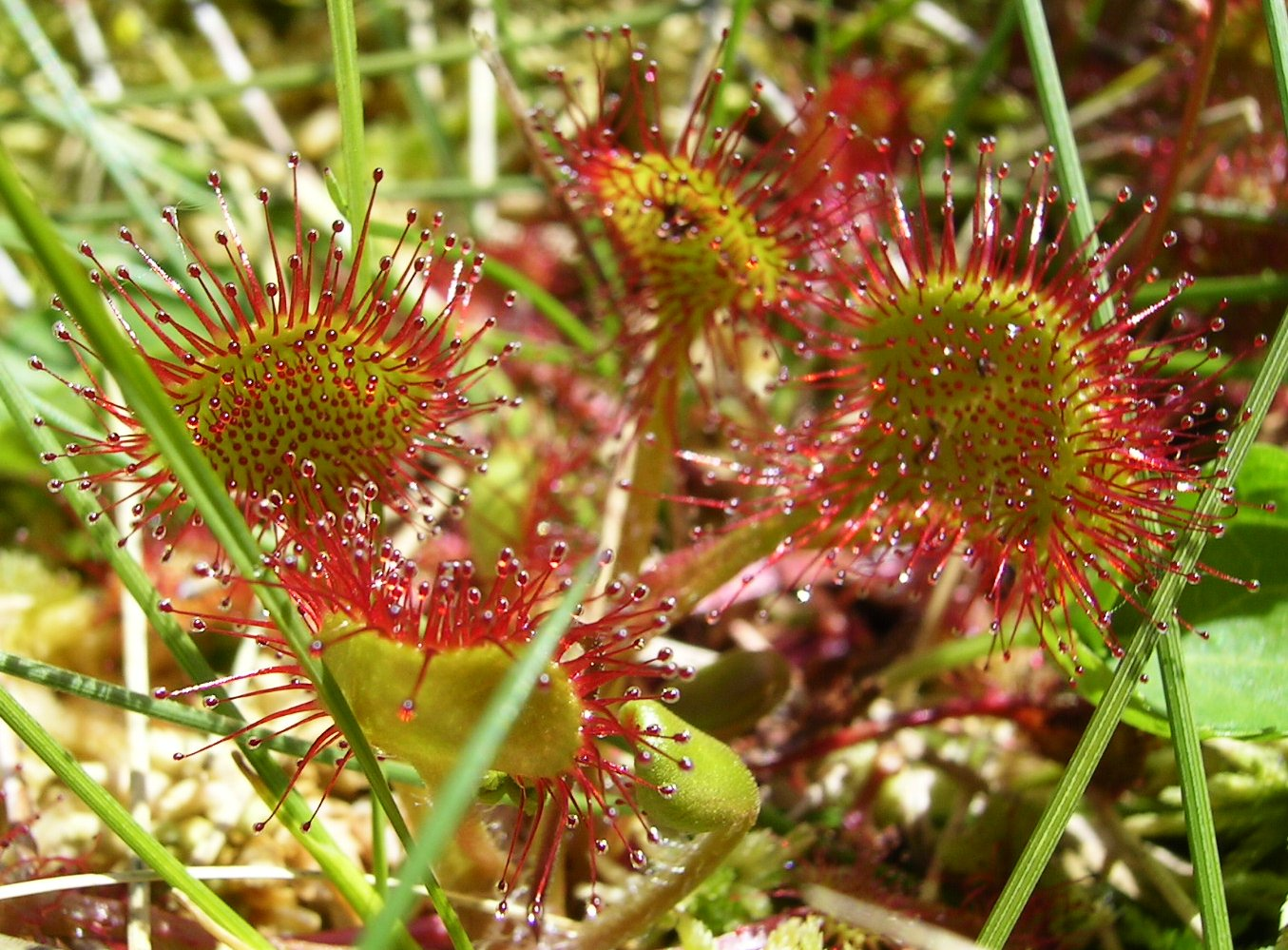
Roua cerului (Drosera rotundifolia)

Vegetația arboricolă are în componență specii de: brad (Abies alba), molid (Picea Abies), pin de pădure (Pinus sylvestris), fag (Fagus sylvatica), cireș (Prunus avium), plop tremurător (Populus tremula), mesteacăn pufos (Betula pubescens) sau arin alb (Alnus incana). 
La nivelul ierburilor alături de roua cerului, mai sunt întâlnite și alte rarități floristice, dintre care: bumbăcăriță (Eriophorum vaginatum), afin (Vaccinum myrtillus),  ruginare (Andromeda polifolia), buzișor (Corallorrhiza trifida), iarba cășunăturii (Saxifraga cuneifolia) sau o orhidee din specia Epipogium aphyllum.
Fauna este prezentă cu specii (unele foarte rare și ocrotite prin lege) de mamifere (urs, lup, mistreț, cerb, căprioară, vulpe, jder de copac, jder de piatră, hermelină) și păsări (cocoș de munte, corb, mierlă de apă, ciocănitoare, sturz, fazan, sticlete, cinteză).